# Platyplectrus philippinensis
Platyplectrus philippinensis är en stekelart som först beskrevs av William Harris Ashmead 1904.  Platyplectrus philippinensis ingår i släktet Platyplectrus och familjen finglanssteklar. Inga underarter finns listade i Catalogue of Life.